# Johann Karl von Schönburg

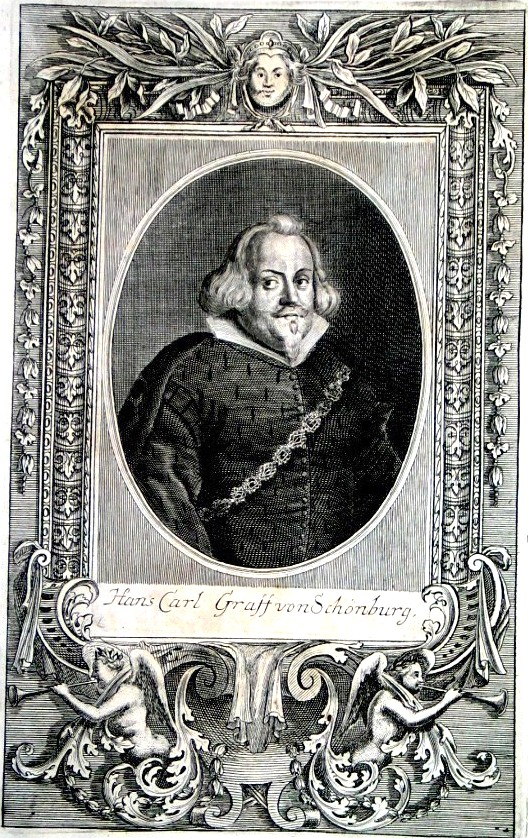
Johann Karl von Schönburg

Johann Karl von Schönburg auf Wesel (auch Hans Carl von Schönburg bzw. Johann Weyssel) (* vor 1591; † 1640 in Madrid), war Reichsgraf, Kaiserlicher Rat und Oberamtmann in Königstein.
Johann Karl von Schönburg auf Wesel war der Sohn von Simon Rudolf II. von Schönburg auf Wesel (1551–1608) und dessen Frau Madeleine de Naves. Er heiratete in erster Ehe Anna Margareta von Cronberg. Aus der Ehe ging der Sohn Johann Schweickard von Schönburg auf Wesel hervor. Nach dem Tod seiner Frau 1616 heiratete er in zweiter Ehe Margareta Katharina Popel von Lobkowicz.
Johann studierte Rechtswissenschaften und wurde zum Doktor beider Rechte promoviert. In den Wirren des Dreißigjährigen Krieges stand er auf katholischer Seite.
1627 erhielt er das Amt Neuenhain als kaiserliche Schenkung. Nach der Eroberung der Burg Königstein Weihnachten 1631 erklärte der schwedische König Gustav Adolf am 7. Januar 1632 in Mainz die Rückgabe des Oberamtes Königstein an Graf Heinrich Vollrath zu Stolberg. Bereits am 6. Januar hatte Graf Stolberg Johann Karl von Schönburg zum Oberamtmann in Königstein ernannt.
Nachdem sich das Kriegsglück wandte, musste Stolberg die Verwaltung des Amtes am 21. September 1635 wieder Mainz übertragen. Johann Karl von Schönburg verließ Königstein und übergab die Amtsgeschäfte interimistisch an den kurfürstlichen Amtsverweser Samuel Hepp.